# Eisenbahnunfall von Sunshine

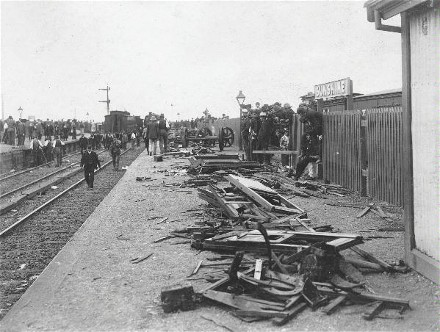
Trümmer des Zuges auf dem Bahnsteig von Sunshine am Morgen nach dem Unfall

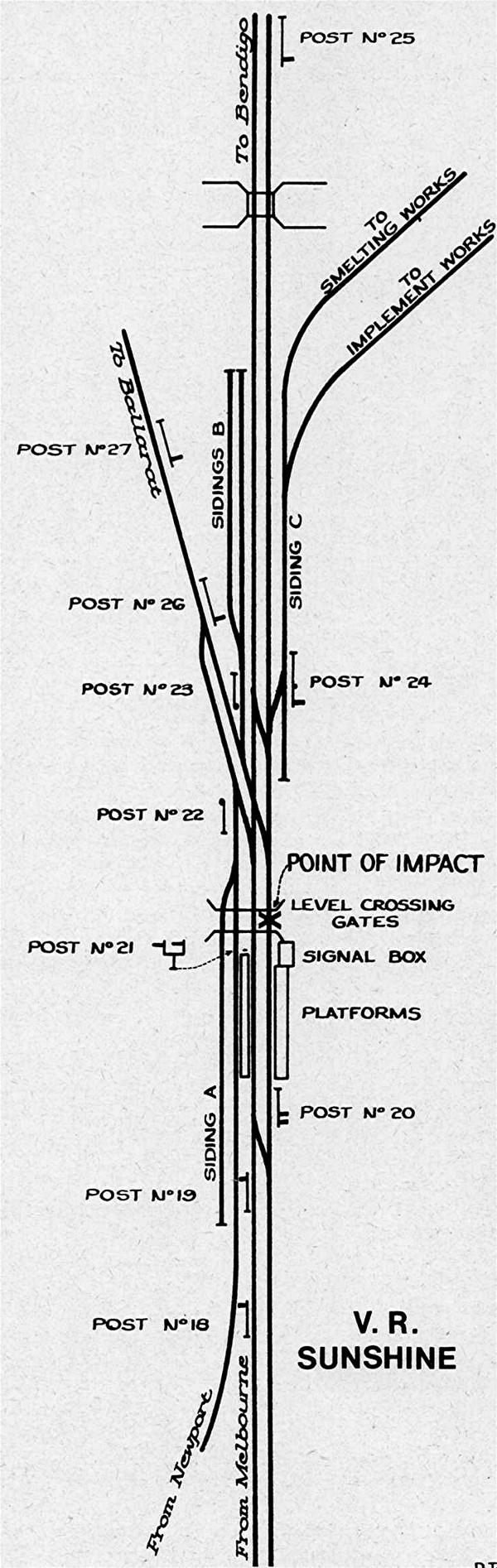
Bahnhofsplan von Sunshine

Der Eisenbahnunfall von Sunshine war ein Auffahrunfall im Bahnhof von Sunshine, einem Vorort von Melbourne im Bundesstaat Victoria, Australien, der sich am Abend des Ostermontag, dem 20. April 1908, ereignete. 44 Tote und mehr als 400 Verletzte waren die Folge.

## Ausgangslage
Der Bahnhof Sunshine ist ein Trennungsbahnhof der Victorian Railways, nach dem aus der damals vom Bahnhof Melbourne-Flinders Street kommenden und nach Bendigo führenden Strecke eine Strecke nach Ballarat abzweigte. Die aus Bendigo kommende Strecke verlief 5 km vor dem Bahnhof Sunshine absolut gerade in den Bahnhof hinein.
Der leicht verspätete Zug aus Ballarat war kurz nach 22 Uhr in Sunshine eingetroffen. Aufgrund des Osterwochenendes war er sehr stark mit Reisenden besetzt, wurde von zwei Dampflokomotiven gezogen und war überlang, so dass zunächst nur die Reisenden aus den vorderen Wagen aussteigen konnten und er anschließend am Bahnsteig vorzog, um auch die Reisenden der hinteren Wagen aussteigen zu lassen.

## Hergang
Während der Zug nach vorne setzte, fuhr der aus Bendigo kommende Zug, ebenfalls von zwei Lokomotiven gezogen, auf dessen Zugschluss auf. Die meisten Toten gab es in dem Zug aus Ballarat, während die beiden Lokomotiven des Zuges aus Bendigo diesen vor größeren Zerstörungen schützten. Der Zugbegleiter im Schlusswagen des Zuges aus Ballarat überlebte nur, weil er zum Zeitpunkt des Aufpralls auf dem Bahnsteig stand und dem Lokomotivführer seines Zuges den Stand des Vorziehens des Zuges signalisierte. Die Zahl der Toten war auch deshalb so hoch, weil die Beleuchtung auf dem Bahnsteig des Bahnhofs Sunshine sehr unzureichend war und es mehr als zwei Stunden dauerte, bevor ein Hilfszug mit medizinischem Personal eintraf.

## Ursache
Zum Grund des Unfalls gibt es zwei Versionen: Der Lokführer der führenden Lokomotive des Zuges aus Bendigo behauptete, dass die Westinghouse-Bremse versagt habe, als er nach dem Vorsignal, das ein „Halt“ gebietendes Hauptsignal ankündigte, gebremst habe. Er befand sich bereits seit 12 ½ Stunden im Dienst, als sich der Unfall ereignete. Im anschließenden Strafverfahren kam der vorsitzende Richter zu dem Ergebnis, dass der Lokomotivführer vorsätzlich die Geschwindigkeit nach dem Vorsignal nicht reduziert habe, weil er erwartet habe, dass das Haupt- und Einfahrsignal in den Bahnhof Sunshine auf „freie Fahrt“ stehen würde, bis er es erreichte. Als er dann das „Halt“ gebietende Hauptsignal wahrnahm, habe der Bremsweg nicht mehr ausgereicht, um den Unfall zu verhindern. Da aber in dem ganzen Verfahren nichts gegen eine vorbildliche Dienstauffassung des Lokführers sprach, war sich der Richter doch unsicher und empfahl der Jury einen Entscheid auf Freispruch. Dem schloss sich die Jury an.